# Gidran

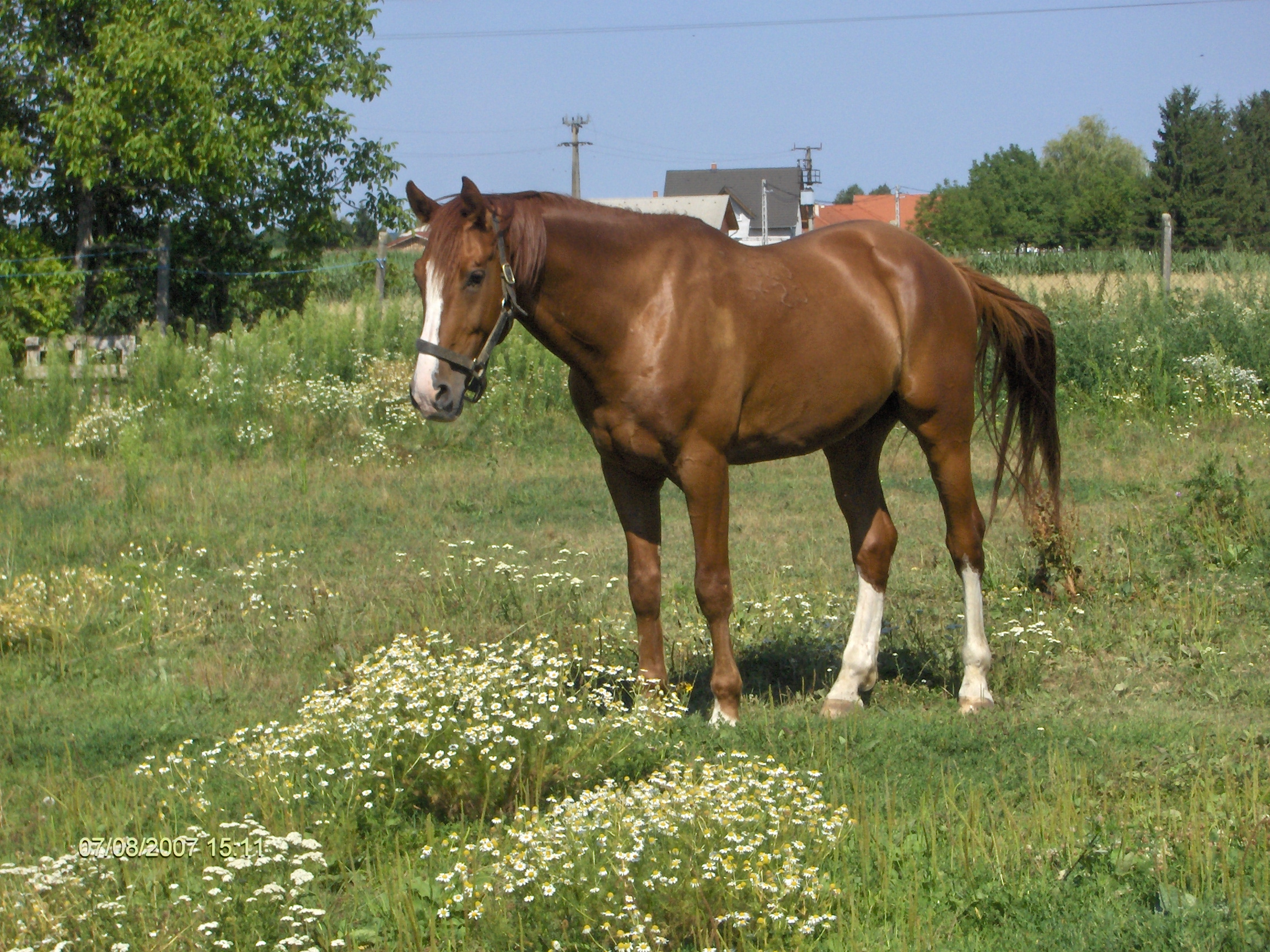
Gidran

Gidran – jedna z ras konia domowego.

## Historia, pochodzenie
Gidran (nazywany także angloarabem węgierskim został wyhodowany w państwowej stadninie koni w Mezőhegyes w 1816 z przeznaczeniem do służby w kawalerii. 
Z Arabii został sprowadzony kasztanowaty ogier z popularnej gałęzi czystej krwi arabskiej Siglavy. Został skojarzony z klaczą hiszpańską Arrogante, której potomek o imieniu Gidran II stał się założycielem rasy. Podczas wczesnego procesu hodowlanego prowadzono nieplanowaną politykę doboru partnerów. Wzięła w niej udział część klaczy o hiszpańskim pochodzeniu oraz wiele więcej lokalnych klaczy. Później wprowadzono domieszki konia arabskiego (co jest szczególnie widoczne, zwłaszcza w kształcie głowy) i konia pełnej krwi angielskiej, wskutek czego ustalono charakterystykę rasy. 
Gidrana wyhodowano chcąc stworzyć wierzchowca kawaleryjskiego bardziej kalibrowego i silniejszego niż arab. W obrębie rasy powstały dwie gałęzie: lżejsza, przeznaczona do jazdy wierzchem i cięższa z przeznaczeniem do lekkiej pracy rolniczej i pociągowej. Straty poniesione podczas I wojny światowej sprawiły, że konieczna była ponowne dodanie krwi arabskiej i kisberskiej do hodowli. Ponowny spadek ilości pogłowia nastąpił w 1977; po tych stratach wprowadzono dwa ogiery z Bułgarii.

## Pokrój
Gidran to duży, mocny koń o solidnej budowie. Nadaje się do jazdy wyczynowej zarówno jako doskonały wierzchowiec sportowy, jak i koń do powożenia. Ma atrakcyjny wygląd i przeważnie kasztanowate umaszczenie. Jego głowa jest bardzo podobna do głowy koni arabskich, choć trochę mniej szlachetna. Szyja jest proporcjonalna do reszty ciała, pięknie osadzona i muskularna, co powoduje, że nie jest tak łabędzia, jak u koni arabskich. Klatka piersiowa jest głęboka i szeroka, grzbiet mimo swej długości mocny, a łopatki są skośne, umożliwiające dużą swobodę ruchu. Nogi są mocne, o dobrze uformowanych kopytach i dosyć krótkich nadpęciach.
Wzrost gidrana waha się między 160 a 165 cm w kłębie, jednak zdarzają się konie mierzące nawet 170 cm w kłębie.